# 도성초등학교
도성초등학교는 대한민국 강원특별자치도 평창군에 있는 공립 초등학교이다.

## 학교 연혁
- 1941년 7월 1일: 도암공립심상소학교 도성간이학교 설립인가
- 1943년: 도성공립국민학교 승격

## 참고 자료
- 도성초등학교 - 한국교육학술정보원 학교알리미